# Akodon sanctipaulensis
Akodon sanctipaulensis é uma espécie de roedor da família Cricetidae. Endêmica do Brasil, onde pode ser encontrada no estado de São Paulo.